# Jevhenija Vlasova
Jevhenija Oleksandrivna Vlasova (in ucraino Євгенія Олександрівна Власова?; Kiev, 8 aprile 1978) è una cantautrice ucraina.

## Discografia
- Veter nadeždy (Ветер надежды) (2003)
- Wind of Hope (2006)
- Synergyja (Синергия) (2008)